# Liste der Distanzsteine im Landkreis Stendal
Die Liste der Distanzsteine im Landkreis Stendal umfasst alle Distanzsteine im Landkreis Stendal.

## Allgemeines
Im Landkreis Stendal sind folgende verschiedene Distanzsteintypen vorhanden:
- preußischer Meilenstein
- Wegweisersäule (auch wenn diese nicht immer eine Distanzangabe enthielten).

## Meilensteine
| Artikel                        | Denkmal-ID          | Ausweisungsart            | Lage                                                                                  | Beschreibung                                                                         | Kommune             | Ort                | Bild |
| ------------------------------ | ------------------- | ------------------------- | ------------------------------------------------------------------------------------- | ------------------------------------------------------------------------------------ | ------------------- | ------------------ | ---- |
| Meilenstein Altenzaun Nord     | 094 36575           | Kleindenkmal              | K 1466                                                                                | preußischer Ganzmeilenstein                                                          | Hohenberg-Krusemark | Altenzaun          |      |
| Meilenstein Altenzaun Süd      | 094 36577 428310324 | Kleindenkmal Bodendenkmal | K 1046                                                                                | preußischer Viertelmeilenstein                                                       | Hohenberg-Krusemark | Altenzaun          |      |
| Meilenstein Altenzaun Mitte    | 094 36578 428310325 | Kleindenkmal Bodendenkmal | Hauptstraße in Altenzaun                                                              | preußischer Ganzmeilenstein (später als Myriameterstein genutzt)                     | Hohenberg-Krusemark | Altenzaun          |      |
| Meilensteine Arneburg          | 094 18137           | Kleindenkmal              | K 1070                                                                                | preußischer Ganzmeilenstein                                                          | Arneburg            | Arneburg           |      |
| Meilenstein Arneburg           |                     |                           | Tangermünderstraße in Arneburg                                                        | preußischer Viertelmeilenstein                                                       | Arneburg            | Arneburg           |      |
| Meilenstein Beelitz            | 094 18428           | Kleindenkmal              | K 1042                                                                                | preußischer Ganzmeilenstein                                                          | Arneburg            | Beelitz            |      |
| Meilenstein Behrendorf         | 094 36559           | Kleindenkmal              | L 16                                                                                  | preußischer Ganzmeilenstein                                                          | Werben              | Behrendorf         |      |
| Meilenstein Bellingen          |                     |                           | Kirchgasse                                                                            | preußischer Ganzmeilenstein                                                          | Tangerhütte         | Bellingen          |      |
| Meilensteine Bretsch           | 094 36658           | Kleindenkmal              | Grünfläche in der Dorfstraße in Bretsch – nicht mehr an den ursprünglichen Standorten | preußischer Halbmeilenstein preußischer Viertelmeilenstein                           | Altmärkische Höhe   | Bretsch            |      |
| Meilenstein Dalchau            | 094 18429           | Baudenkmal                | K 1070                                                                                | preußischer Viertelmeilenstein                                                       | Arneburg            | Dalchau            |      |
| Meilenstein Demker             | 094 75666 428310351 | Kleindenkmal Bodendenkmal | L 30                                                                                  | preußischer Ganzmeilenstein, ist noch einmal als Kulturdenkmal bei Bellingen erfasst | Tangerhütte         | Demker             |      |
| Meilenstein Dewitz             |                     |                           | K 1456                                                                                | preußischer Ganzmeilenstein                                                          | Altmärkische Höhe   | Dewitz             |      |
| Meilenstein Dequede            |                     |                           | K 1072                                                                                | preußischer Ganzmeilenstein                                                          | Osterburg           | Dequede            |      |
| Meilenstein Drüsedau           | 094 36660           | Kleindenkmal              | L 12                                                                                  | preußischer Ganzmeilenstein                                                          | Altmärkische Höhe   | Drüsedau           |      |
| Meilenstein Eichstedt West     | 094 76315           | Baudenkmal                | K 1043, westlich der Bahn                                                             | preußischer Ganzmeilenstein (Nullmeilenstein?)                                       | Eichstedt           | Eichstedt          |      |
| Meilenstein Eichstedt Ost      |                     | Baudenkmal                | K 1043, östlich der Bahn                                                              | preußischer Ganzmeilenstein (Nullmeilenstein?)                                       | Eichstedt           | Eichstedt          |      |
| Meilenstein Eichstedt Nord     |                     | Baudenkmal                | Goldbecker Straße, nördlicher Ortsausgang                                             | preußischer Ganzmeilenstein (Nullmeilenstein?)                                       | Eichstedt           | Eichstedt          |      |
| Meilenstein Erxleben           | 094 36603           | Kleindenkmal              | K 1069                                                                                | preußischer Meilenstein                                                              | Osterburg           | Erxleben           |      |
| Meilenstein Fischbeck          | 094 97818           | Kleindenkmal              | B 107                                                                                 | preußischer Meilenstein                                                              | Wust-Fischbeck      | Fischbeck          |      |
| Meilenstein Fischbeck          |                     |                           | B 107                                                                                 | preußischer Meilenstein                                                              | Wust-Fischbeck      | Fischbeck          |      |
| Meilenstein Gagel              | 094 36669           | Kleindenkmal              | K 1013                                                                                | preußischer Viertelmeilenstein                                                       | Altmärkische Höhe   | Gagel              |      |
| Meilenstein Gagel              |                     |                           | Waldweg nordöstlich von Gagel                                                         | preußischer Halbmeilenstein                                                          | Altmärkische Höhe   | Gagel              |      |
| Meilenstein Gollensdorf        |                     |                           | Waldweg südlich von Gollensdorf                                                       | preußischer Viertelmeilenstein                                                       | Zehrental           | Gollensdorf        |      |
| Meilenstein Hassel             |                     |                           |                                                                                       | preußischer Meilenstein                                                              | Hassel              | Hassel             |      |
| Meilenstein Hämerten           | 094 75933           | Kleindenkmal              | Am Meilenstein in Hämerten                                                            | preußischer Meilenstein                                                              | Tangermünde         | Hämerten           |      |
| Meilenstein Hämerten           | 094 76728           | Kleindenkmal              | Am Meilenstein in Hämerten                                                            | preußischer Meilenstein                                                              | Tangermünde         | Hämerten           |      |
| Meilenstein Heiligenfelde      |                     |                           | L 9                                                                                   | preußischer Meilenstein                                                              | Altmärkische Höhe   | Heiligenfelde      |      |
| Meilenstein Hindenburg         | 094 36579           | Kleindenkmal              | L 16                                                                                  | preußischer Meilenstein                                                              | Hohenberg-Krusemark | Hindenburg         |      |
| Meilenstein Hindenburg         |                     |                           | L 16                                                                                  | preußischer Meilenstein                                                              | Hohenberg-Krusemark | Hindenburg         |      |
| Meilenstein Hindenburg         |                     |                           | L 16                                                                                  | preußischer Meilenstein                                                              | Hohenberg-Krusemark | Hindenburg         |      |
| Meilenstein Hüselitz           | 094 75937           | Kleindenkmal              | L 30                                                                                  | preußischer Meilenstein                                                              | Tangerhütte         | Hüselitz           |      |
| Meilenstein Jarchau            |                     |                           | K 1043                                                                                | preußischer Meilenstein                                                              | Stendal             | Jarchau            |      |
| Meilenstein Kabelitz           |                     |                           | B 188                                                                                 | preußischer Meilenstein                                                              | Wust-Fischbeck      | Kabelitz           |      |
| Meilenstein Klein Ellingen     | 094 36569           | Kleindenkmal              | K 1063                                                                                | preußischer Meilenstein                                                              | Hohenberg-Krusemark | Klein Ellingen     |      |
| Meilenstein Klein Schwarzlosen | 094 76612 428310352 | Kleindenkmal Bodendenkmal | K 1191                                                                                | preußischer Meilenstein                                                              | Tangerhütte         | Klein Schwarzlosen |      |
| Meilenstein Krevese            |                     |                           | L 9                                                                                   | preußischer Meilenstein                                                              | Osterburg           | Krevese            |      |
| Meilenstein Krevese            |                     |                           | L 9                                                                                   | preußischer Meilenstein                                                              | Osterburg           | Krevese            |      |
| Meilenstein Lindtorf           |                     |                           | K 1062                                                                                | preußischer Meilenstein                                                              | Eichstedt           | Lindtorf           |      |
| Meilenstein Lüderitz           | 094 75951           | Kleindenkmal              | L 30                                                                                  | preußischer Meilenstein                                                              | Tangerhütte         | Lüderitz           |      |
| Meilenstein Niedergörne        |                     |                           | K 1070                                                                                | preußischer Ganzmeilenstein                                                          | Arneburg            | Niedergörne        |      |
| Meilenstein Osterburg          |                     |                           | L 14                                                                                  | preußischer Meilenstein                                                              | Osterburg           | Osterburg          |      |
| Meilenstein Osterburg          |                     |                           | Auf dem Gelände der Straßenmeisterei                                                  | preußischer Meilenstein                                                              | Osterburg           | Osterburg          |      |
| Meilenstein Schönhausen        | 094 36355           | Kleindenkmal              | B 107                                                                                 | preußischer Meilenstein                                                              | Schönhausen         | Schönhausen        |      |
| Meilenstein Schwarzholz        | 094 36571           | Kleindenkmal              | K 1065                                                                                | preußischer Meilenstein                                                              | Hohenberg-Krusemark | Schwarzholz        |      |
| Meilenstein Stendal            | 094 76603           | Kleindenkmal              | L 15                                                                                  | preußischer Meilenstein                                                              | Stendal             | Stendal            |      |
| Meilenstein Stendal            | 094 76601           | Kleindenkmal              | Osterburgerstraße in Stendal                                                          | preußischer Meilenstein                                                              | Stendal             | Stendal            |      |
| Meilenstein Stendal            | 094 76600           | Kleindenkmal              | Auf dem Gelände des ehemaligen Katharinenklosters                                     | preußischer Meilenstein                                                              | Stendal             | Stendal            |      |
| Meilenstein Storkau            | 09476720            | Kleindenkmal              | K 1036                                                                                | preußischer Meilenstein                                                              | Tangermünde         | Storkau            |      |
| Meilenstein Tangerhütte        |                     |                           | L 31                                                                                  | preußischer Meilenstein                                                              | Tangerhütte         | Tangerhütte        |      |
| Meilenstein Tangermünde        |                     |                           | K 1036                                                                                | preußischer Meilenstein                                                              | Tangermünde         | Tangermünde        |      |
| Meilenstein Tannenkrug         | 094 36663           | Kleindenkmal              | B 190                                                                                 | preußischer Meilenstein                                                              | Altmärkische Höhe   | Tannenkrug         |      |
| Meilenstein Tannenkrug         | 094 36664           | Kleindenkmal              | B 190                                                                                 | preußischer Meilenstein                                                              | Altmärkische Höhe   | Tannenkrug         |      |
| Meilenstein Wendemark          | 094 36531           | Kleindenkmal              | L 2                                                                                   | preußischer Meilenstein                                                              | Altmärkische Wische | Wendemark          |      |
| Meilenstein Werben             |                     |                           | L 2                                                                                   | preußischer Meilenstein                                                              | Arneburg-Goldbeck   | Werben             |      |

## Wegweisersäulen
| Artikel           | Denkmal-ID | Ausweisungsart | Lage                          | Beschreibung   | Kommune   | Ort     | Bild |
| ----------------- | ---------- | -------------- | ----------------------------- | -------------- | --------- | ------- | ---- |
| Wegweiser Beelitz |            |                | K 1042                        | Wegweiserstein | Arneburg  | Beelitz |      |
| Wegweiser Kamern  | 094 98459  | Kleindenkmal   | Straße im Wald nach Neukamern | Wegweiserstein | Kamern    | Kamern  |      |
| Wegweiser Kamern  | 094 98458  | Kleindenkmal   | Chausseestraße in Kamern      | Wegweiserstein | Kamern    | Kamern  |      |
| Wegweiser Nitzow  | 094 98435  | Kleindenkmal   | L 3                           | Wegweiserstein | Havelberg | Nitzow  |      |